# Jakob Auer (Erzabt)
Jakob Auer OSB (* 15. Juni 1991 in Salzburg als Florian Auer) ist ein österreichischer Benediktiner und Erzabt der Erzabtei St. Peter in Salzburg.

## Leben
Jakob Auer wuchs in Elsbethen bei Salzburg auf. 2013 trat er in die Erzabtei St. Peter ein. Er studierte Philosophie und Theologie an der Universität Salzburg und am Pontificio Ateneo Sant’Anselmo in Rom. Am 21. März 2018, dem Hochfest des Hl. Benedikt, legte er seine feierliche Profess ab und empfing am 29. Juni 2022 im Salzburger Dom von Erzbischof Franz Lackner die Priesterweihe.
Innerhalb der Klostergemeinschaft bekleidete Auer seit 2022 das Amt des Kirchenrektors der Stiftskirche. Am 1. April 2024 wurde er zum Prior ernannt und war damit Stellvertreter des Erzabtes. Aus der Abtswahl durch die Professmönche der Erzabtei unter Vorsitz von Abtpräses Johannes Perkmann ging er am 15. Februar 2025 als 89. Abt und 7. Erzabt des Stiftes St. Peter und somit als Nachfolger von Korbinian Birnbacher hervor. Seine Amtszeit beträgt zwölf Jahre.
Mit 33 Jahren ist Jakob Auer der jüngste Abt im deutschen Sprachraum und der zweitjüngste Abt der Benediktinischen Konföderation.
Am 12. April 2025 trat Auer sein Amt als Erzabt an und besetzte die Ämter des Priors und Subpriors. Der Salzburger Erzbischof Franz Lackner OFM erteilte Erzabt Jakob am Ostermontag, 21. April 2025 in Anwesenheit zahlreicher Äbte in der Stiftskirche St. Peter die Abtsbenediktion.